# Isneauville
Isneauville är en kommun i departementet Seine-Maritime i regionen Normandie i norra Frankrike. Kommunen ligger i kantonen Bois-Guillaume som tillhör arrondissementet Rouen. År 2022 hade Isneauville 3 713 invånare.

## Befolkningsutveckling
Antalet invånare i kommunen Isneauville
| Referens: INSEE |